# Paracardiophorus alternatus
Paracardiophorus alternatus is een keversoort uit de familie kniptorren (Elateridae). De wetenschappelijke naam van de soort is voor het eerst geldig gepubliceerd in 1939 door Carter.